# Ronde van Lombardije 1949
De Ronde van Lombardije 1949 was de 43e editie van deze eendaagse Italiaanse wielerwedstrijd, en werd verreden op zondag 23 oktober 1949. Het parcours leidde van Milaan naar Milaan en ging over een afstand van 222 kilometer. De wedstrijd werd gewonnen door de Italiaan Fausto Coppi na een solo van 56 kilometer, voor het vierde jaar op rij. Coppi evenaarde met zijn vierde overwinning het record aantal overwinningen van Alfredo Binda in Lombardije. Coppi zijn vier opeenvolgende overwinning in een van de vijf monumenten, werd in 2024 geëvenaard door de Sloveen Tadej Pogačar, ook in Lombardije.

## Uitslag
| Ronde van Lombardije 1949 |                                |                   |          |
| Plaats                    | Naam                           | Ploeg             | Tijd     |
| Winnaar                   | Fausto Coppi                   | Bianchi           | 5u50'30" |
| 2                         | Ferdy Kübler                   | Tebag             | +5'52"   |
| 3                         | Nedo Logli                     | Arbos             | z.t.     |
| 4                         | Fiorenzo Magni                 | Willier Triestina | z.t.     |
| 5                         | Antonio Covolo                 | Frejus            | z.t.     |
| 6                         | Giorgio Albani                 | Legnano-Pirelli   | z.t.     |
| 7                         | Giulio Bresci                  | Willier Triestina | z.t.     |
| 8                         | Pasquale Fornara               | Legnano-Pirelli   | z.t.     |
| 9                         | Antonin Rolland                | Ricci             | z.t.     |
| 10                        | Giancarlo Astrua               | Benotto-Superga   | z.t.     |
|                           |                                |                   |          |
| 42                        | Maurice Blomme Valère Ollivier | Bertin-Wolber     | + 5' 43" |
| 42                        | Cor Bakker                     |                   | + 5' 43" |

1905 · 1906 · 1907 · 1908 · 1909 · 1910 · 1911 · 1912 · 1913 · 1914 · 1915 · 1916 · 1917 · 1918 · 1919 · 1920 · 1921 · 1922 · 1923 · 1924 · 1925 · 1926 · 1927 · 1928 · 1929 · 1930 · 1931 · 1932 · 1933 · 1934 · 1935 · 1936 · 1937 · 1938 · 1939 · 1940 · 1941 · 1942 · 1943 · 1944 · 1945 · 1946 · 1947 · 1948 · 1949 · 1950 · 1951 · 1952 · 1953 · 1954 · 1955 · 1956 · 1957 · 1958 · 1959 · 1960 · 1961 · 1962 · 1963 · 1964 · 1965 · 1966 · 1967 · 1968 · 1969 · 1970 · 1971 · 1972 · 1973 · 1974 · 1975 · 1976 · 1977 · 1978 · 1979 · 1980 · 1981 · 1982 · 1983 · 1984 · 1985 · 1986 · 1987 · 1988 · 1989 · 1990 · 1991 · 1992 · 1993 · 1994 · 1995 · 1996 · 1997 · 1998 · 1999 · 2000 · 2001 · 2002 · 2003 · 2004 · 2005 · 2006 · 2007 · 2008 · 2009 · 2010 · 2011 · 2012 · 2013 · 2014 · 2015 · 2016 · 2017 · 2018 · 2019 · 2020 · 2021 · 2022 · 2023 · 2024 · 2025